# Поскотина-Ёль

Поскотина-Ёль — река в России, протекает в Республике Коми по территории района Печора. Левый приток реки Печора.

## География
Устье реки находится в 972 км по левому берегу реки Печора. Длина реки составляет 14 км. 

## Этимология гидронима
Поскотина-Ёль от русского поскотина — «пастбище», «выгон» и коми ёль — «ручей», «лесная речка».

## Данные водного реестра
По данным государственного водного реестра России относится к Двинско-Печорскому бассейновому округу, водохозяйственный участок реки — Печора от водомерного поста у посёлка Шердино до впадения реки Уса, речной подбассейн реки — бассейны притоков Печоры до впадения Усы. Речной бассейн реки — Печора.
По данным геоинформационной системы водохозяйственного районирования территории РФ, подготовленной Федеральным агентством водных ресурсов:
- Код водного объекта в государственном водном реестре — 03050100212103000063177
- Код по гидрологической изученности (ГИ) — 103006317
- Код бассейна — 03.05.01.002
- Номер тома по ГИ — 03
- Выпуск по ГИ — 0